# Grace Raymond Hebard
Grace Raymond Hebard (2 juillet 1861 - octobre 1936) est une historienne américaine, originaire du Wyoming. Elle est également connue comme suffragette, femme de lettres  prolifique, avocate, économiste et enseignante au sein de l'Université du Wyoming. Pendant des années, elle a parcouru les montagnes et hautes plaines de l'État à la recherche des premiers récits traitant des femmes pionnières de la région.
À l'époque contemporaine, ses recherches sur l'histoire du Wyoming sont parfois contestées en raison de la tendance dite de Grace Hebard à "romantiser le Grand Ouest", suscitant parfois des questions concernant l'exactitude de ses résultats. En particulier, sa conclusion après des décennies de travail sur le lieu de sépulture de Sacajawea, participante à l'expédition de Lewis et Clark, inhumée selon l'historienne dans la réserve indienne de Wind River au Wyoming. Cependant, elle n'a pas laissé les critiques la limiter. Grace Raymond Hebard est la première femme à intégrer le conseil d'administration de l'Université du Wyoming, où elle a tout d'abord exercé son autorité sur la gestion des finances. Son rôle s'étend par la suite à l'établissement de la première bibliothèque de l'université. Elle est également professeure pendant 28 ans.
En 1898, elle devient la première femme admise à l'Association du Barreau d'État du Wyoming. Elle est autorisée à pratiquer devant la Cour suprême dès 1914. Par la suite, elle est nommée par ses pairs, vice-présidente de la Société nationale des femmes avocates. 

## Premières années
Grace Hebard est née à Clinton, dans l'État de l'Iowa, le 2 juillet 1861. Elle est la fille du révérend George Diah Alonzo Hebard et de Margaret E. Dominick Hebard. Sa famille déménage à Iowa City où son père, missionnaire et législateur territorial souhaite construire une nouvelle église presbytérienne.
En 1882, elle devient la première femme diplômée de ce qui s'apparente aujourd’hui au département du génie civil de l'Université de l'Iowa, selon les documents de la Bibliothèque de l'Université. Elle est alors membre de la fraternité des femmes Pi Beta Phi. 
En 1928, Grace Hebard revient dans une lettre adressée à un collègue, sur son expérience singulière en tant qu'étudiante en génie civil : "J'ai rencontré de nombreux découragements, de nombreux soucis et beaucoup d'opposition quant à mon inscription dans ce qui était alors un collège entièrement masculin. Toutes sortes de prédictions décourageantes ont été faites sur mon potentiel échec. Il était pour beaucoup impensable qu'une femme puisse faire le genre de travail que j'étais en train d'entreprendre".
En 1885, elle reprend ses études par correspondance et obtient un master de l'Université de l'Iowa. Elle est diplômée une nouvelle fois par correspondance de l'Illinois Wesleyan University, dont elle reçoit un doctorat en science politique en 1893.
Grace Raymond Hebard s'installe à Cheyenne dans le Wyoming, en compagnie de sa mère, de ses frères Fred et Lockwood et de sa sœur Alice. Elle devient membre du club de Cheyenne nouvellement construit, où se pressent les barons du bétail ayant fait fortune en Europe. Pourtant, la violence générale et la rugosité étaient encore fréquentes, dictées par l'activité des saloons. L'enseignement collégial de la jeune femme la distingue des citoyens locaux. Elle trouve un emploi d'ingénieure au bureau du géomètre général, où elle est la seule femme dessinatrice de la ville.
Grace Hebard devient ingénieure d'état-adjoint, basée d'abord à Elwood Mead. Elle rédige alors les textes de loi sur l'eau du territoire du Wyoming. Elle obtient ensuite le poste de chef du Bureau américain des réclamations. Après neuf années à Cheyenne, elle quitte sa famille et s'aventure à 50 milles à l'ouest à travers les montagnes rocheuses jusqu'à la ville ferroviaire de Laramie. Cette petite ville dans le sud-est du Wyoming, s'est construite au milieu des tentes dans les années 1860 et abritait une université naissante à l'arrivée de Grace Hebard en 1891. C'est sur le campus de Laramie qu'elle lance sa carrière étatique dans l'enseignement supérieur, consacrant plus de 45 ans de sa vie à l'Université du Wyoming (1891-1936).

## Parcours universitaire
En 1891, Grace Hebard intègre l'Université du Wyoming, en tant que secrétaire salariée et membre du conseil d'administration. Cette nomination fait suite à la recommandation du sénateur républicain de Cheyenne, Joseph M. Carey qu'elle connaît depuis son enfance, auprès du gouverneur en exercice Amos Barber. 

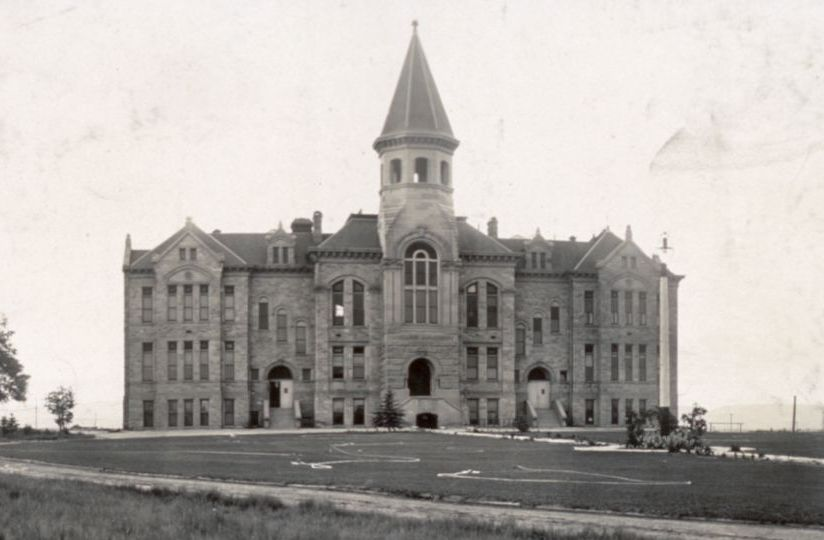
L'Université du Wyoming en 1908, est restée un campus isolé attenant à la prairie au bord de l'est de Laramie. (c) Library of Congress

La jeune femme de 30 ans se retrouve dans un territoire inexploré alors qu'elle navigue dans le monde de la gouvernance universitaire dominée par les hommes. Elle apprend rapidement que son voyage administratif dans les salles de l'enseignement supérieur n'est pas sans danger. Pourtant, elle tient son poste de gestionnaire des finances avec conviction jusqu'en 1903, tout en continuant comme secrétaire jusqu'en 1908. Elle domine ainsi l'administration de l'université pendant 17 ans, exerçant une influence «omniprésente».
L'université lutte financièrement pendant les années de récession du milieu des années 1890. Les six écoles secondaires du Wyoming peu peuplées en 1894 comptent huit étudiants diplômés, dont le besoin immédiat de recruter des élèves de première année. L'établissement sous-financé s’appuie sur des bourses de recherche fédérales majoritairement dédiées à l'expérimentation agricole. Le président du conseil d'administration préside avec Grace Hebard cette importante branche universitaire.
L'influence qu'elle exerce sur les finances de l'université, son président et ses facultés est considérable. Selon les rumeurs de l'époque, elle joue un rôle important dans les nominations et aurait incité le président A. A. Johnson à démissionner. Des questions concernant l'utilisation, et peut-être même l'utilisation abusive, des fonds fédéraux sont soulevées. Le conseil d'administration composé uniquement de républicains fait l'objet d'une surveillance accrue.
En 1907, les journaux locaux se font l'écho des accusations d'adjudication partisane de contrats d'impression universitaire et de dépenses irrégulières des subventions fédérales, sous la gérance de Grace Hebard, selon l'historienne de l'université Deborah Hardy. La presse démocrate de l'État prend part aux rumeurs et se prononce de la manière suivante : "C'est une remarque permanente dans Laramie qu'aucun professeur ou employé de l'institution ne peut occuper son poste sans avoir été nommé par mademoiselle la secrétaire Hebard. Et chaque fois qu'il le décide, la tête du président tombera dans le panier. "
Malgré le tumulte médiatique, une commission d'enquête nommée par le gouverneur constate qu'il n'y a eu aucune ingérence de la part de Grace Hebard. Attaquée par la presse et certains membres du personnel de l'université, elle démissionne de son poste de secrétaire des finances.
La fin de la carrière administrative universitaire de Grace Hebard marque le début d'une phase riche dans son enseignement, son écriture et sa recherche sur le terrain. En 1908, le même conseil d'administration de l'université qui avait été sous le feu des critiques publiques pendant son mandat la nomme professeure titulaire. Elle reste à ce poste jusqu'à sa mort 28 ans plus tard.

## Publications et critiques
À partir de 1894, Grace Hebard devient la première bibliothécaire de l'université et assume alors ce rôle, sans salaire. Elle crée une bibliothèque à partir de «sacs de livres» qu'elle trouve dans une petite salle verrouillée de l'université. Elle est nommée première bibliothécaire officielle de l'université en 1908. À la fin de son mandat en 1919, la collection de livres catalogués est de 42 000 volumes. Grace Hebard lance sa carrière formelle en tant que professeure à la suite d'un rendez-vous obtenu en 1906 avec le chef de l'université du département d'économie politique.
Elle prolonge ses activités académiques pour inclure le service d'un conseil consultatif pour l'Association historique du Wyoming. Cette affiliation lui permet d’approfondir ses nouvelles recherches dédiées à la cartographie d'anciens sentiers dans le Wyoming, et en particulier l'Oregon Trail. Mais elle contribue bien plus qu'à la seule géolocalisation des lieux, en commençant à recueillir des documents concernant l'histoire du Wyoming.
Elle voyage dans l'État, à la recherche d'entretiens avec les pionniers de l'ancien-Ouest et passe plusieurs étés parmi les Indiens Shoshones du Wyoming. Avant sa mort en 1936, elle lègue sa collection à l'Université du Wyoming. Ses papiers comprennent de façon caractéristique ses propres cartes, publications, livres de terrain et écrits.  
Parmi les publications de Grace Hebard :
- The Government of Wyoming, 1904
- The Pathbreakers from River to Ocean, 1911
- The Bozeman Trail, en collaboration avec E.A. Brinninstool par correspondance, 1922
- Washakie, 1930
- Sacajawea, 1933

La maladie puis le décès de Grace Hebard mettent fin à l'écriture du dernier ouvrage de l'auteure, un compte rendu du Pony Express. Elle collabore avec le photographe et grand expéditeur William Henry Jackson pour les illustrations de ses écrits en 1933 et 1934. Il lui fournit des croquis pour un manuscrit inédit. L'association de Hebard et Jackson commence en 1920, lorsque l'enseignante fait une demande de copie d'une photographie du Chef Washakie, réalisée par le photographe lors de la Hayden Geological Survey.

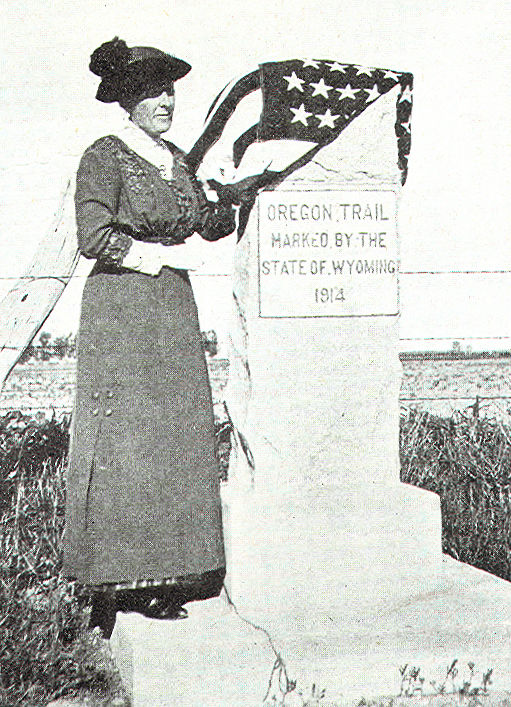
Grace Raymond Hebard dévoile le marqueur de l'Oregon Trail à Torrington, dans le Wyoming en 1918.

Le Bureau du recensement des États-Unis déclare la frontière occidentale fermée en 1890, huit ans après l'arrivée de Grace Hebard à Cheyenne à l'âge de 21 ans. Pourtant, pour l'auteure, l'Ouest mythique s'étend au-delà de ses frontières, ce qui l'a conduit à placer ses sujets de recherche dans un Ouest «très romantisé». Les critiques, comme celles de l'auteur Mike Mackey, affirme que les textes de Grace Hebard ont abouti à de nombreuses réinterprétations de l'histoire du Wyoming. Il ajoute que "souvent, les faits ne soutiennent pas sa thèse, Hebard a inventé ses propres faits".  
Selon l'historien Phil Roberts, malgré les faiblesses de ses recherches, Grace Hebard "était consciente de la nécessité de chroniquer l'histoire du Wyoming alors que de nombreux acteurs étaient encore en vie. Malheureusement, elle était contrainte par les mêmes problèmes auxquels sont confrontés les historiens d'aujourd'hui. Sans matériel et source fiable, il est possible de rédiger de fausses hypothèses.".

## Les pistes du Wyoming
Grace Hebard admet une réelle passion pour le marquage, la préservation et la commémoration des frontières du Grand Ouest. Elle aide à la création d'organisations telles que la Wyoming Oregon Trail Commission et participe à l'Association historique du Wyoming et au segment de Daughters of the American Revolution. En qualité d'historienne d'état, elle contribue à ériger des marqueurs sur des sites historiques du Wyoming. Les emplacements incluaient des repères emblématiques de l'Oregon Trail, tels que Fort Laramie et Independence Rock, ainsi que des sites moins connus sur le chemin Bozeman et la route du Pony Express. 
Les marqueurs de pierre placés par Nickerson, Ezra Meeker ou Grace Hebard à cette période, dont certains pesant plusieurs tonnes, se trouvent toujours dans le Wyoming et font partie des monuments symboliques de la préservation historique de l'État.

## L'américanisation
De toutes les réalisations de Grace Hebard, elle estime que son travail d'américanisation était «peut-être le plus précieux». Frank Van Nuys note qu'un témoignage du Wyoming News exprime en 1935 que les certificats de préparation de l'avocate Grace Hebard pour la naturalisation étaient acceptés par le tribunal du district des États-Unis, en lieu et place des examens pour la citoyenneté. Van Nuys ajoute que "Ces témoignages suggèrent que l'entreprise d'américanisation de Grace Hebard commençant en 1916, mérite un examen minutieux. Bien que la preuve de son travail soit fragmentaire, elle place néanmoins Grace Hebard dans une tradition essentiellement progressiste et optimiste quant à la capacité des immigrants à assimiler les normes culturelles anglo-américaines".
De 1880 à 1915, des millions de nouveaux immigrants venus d'Europe de l'Est et d'Europe du Sud sont entrés aux États-Unis, principalement par l'intermédiaire d'Ellis Island. En 1882, la loi fédérale d'exclusion des Chinois, légifère davantage l'immigration américaine. C'est à cette date que Grace Hebard s'installe à Cheyenne. Son travail progressif avec les immigrants à Laramie aurait été en contraste étroit avec la tension nationale. Ces vives oppositions auraient stimulé la loi sur les origines nationales de 1924, favorisant les immigrants nord-européens, mais limitant l'accès des Juifs d'Europe de l'Est. 
L'opinion de Grace Hebard sur l'immigration au Wyoming aurait été façonnée par les événements ayant eu lieu à Cheyenne. Le 2 septembre 1885, des émeutiers ont tué au moins 28 mineurs chinois et blessé 15 autres immigrés dans un violent conflit de travail, baptisé le Massacre de Rock Springs. Le journal local approuve le résultat de l'émeute, tandis que d'autres journaux du Wyoming affichent un soutien limité à la seule cause des mineurs blancs. 

## Suffragette

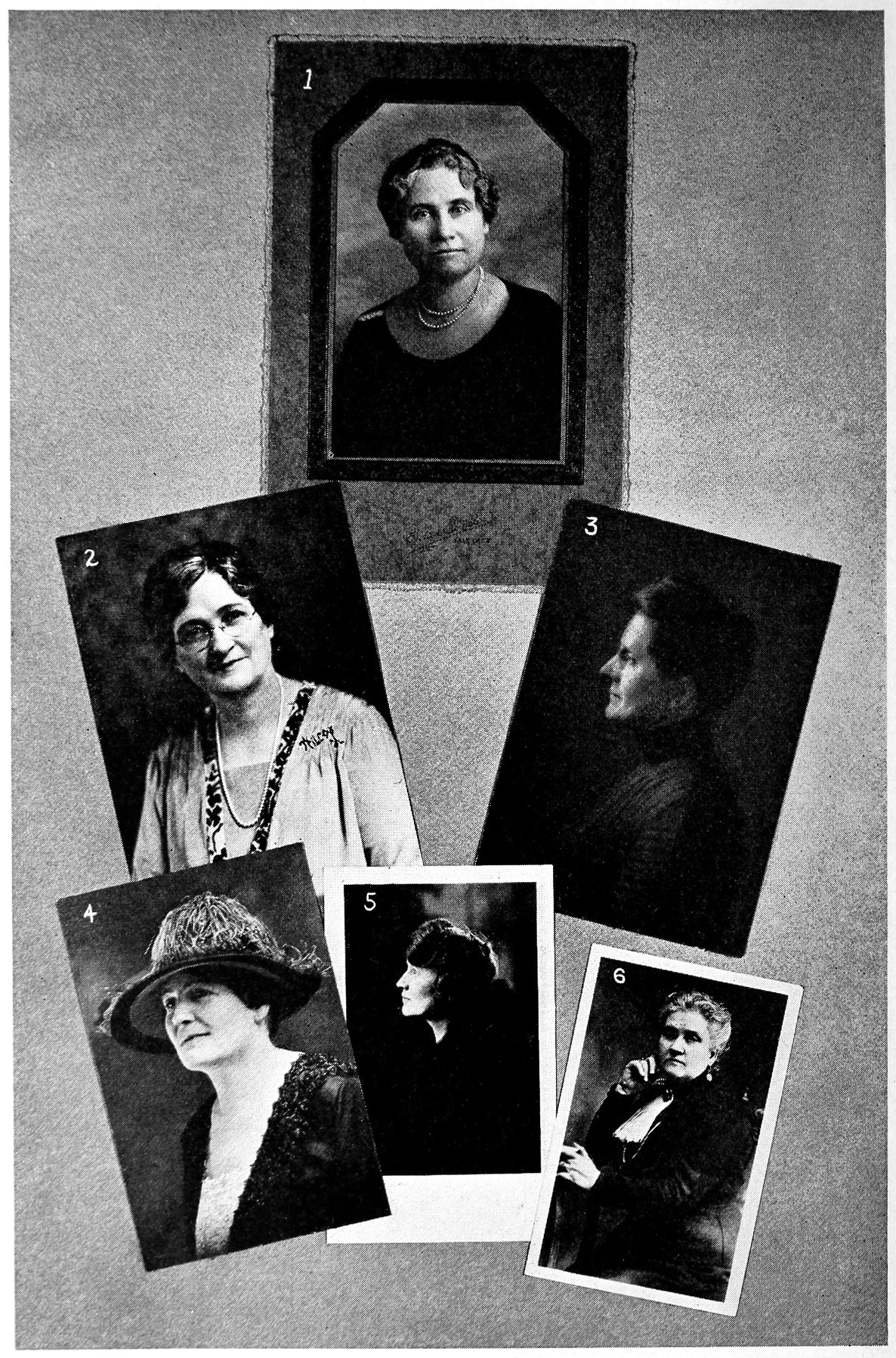
Les femmes de l'Ouest, une série de croquis biographiques de femmes éminentes vivantes dans les onze états occidentaux des États-Unis, par Max Binheim et Charles A. Elvin (1928). Alice Louise Reynolds, Amy Brown Lyman, Grace Raymond Hebard, Fanny Maughan Vernon, Ruth Moench Bell, Susa Young Gates.

Son activisme la place à l'encontre des opinions sociales et politiques qui dominent le Wyoming et la nation. La manière dont Grace Hebard mène sa vie féministe, y compris sa relation profonde avec sa collègue Agnes M. Wergeland, témoigne de sa vision du monde. L'immigrante norvégienne est la première femme de son pays à obtenir un doctorat. Devenue une citoyenne américaine en 1902, elle trouve chez Grace Hebard, un précepteur idéal pour l'américanisation.
Le Wyoming est le premier État à intégrer le suffrage féminin, le 10 décembre 1869. Deux années plus tard, les législateurs cherchent à abroger l'affranchissement des femmes mais échouent par un seul vote. Selon l'historien T.A. Larson, les détracteurs du suffrage craignaient que les électeurs féminins soutiennent la fermeture des saloons le dimanche. 
Dans un entretien attribué au New York Tribune en 1920, Grace Hebard ne réussit pas à expliquer l'opposition au suffrage féminin au Wyoming :"Je n'ai jamais rencontré un anti-suffragiste. Vous savez, au Wyoming, nous avons eu le suffrage féminin pendant cinquante ans, et il n'y a pas d'homme anti-suffrage dans notre État , et encore moins une femme". Pourtant, c'est en raison de ces anti-suffragistes que Esther Hobart Morris, première femme juge de paix aux États-Unis, fait voter le premier projet d'ouverture du suffrage aux femmes au Wyoming en 1870.
Tout comme les suffragettes ont trouvé un symbole idéal au Wyoming pour leur campagne, la journaliste Carrie Chapman Catt et d'autres militantes ont loué le rôle de pionnières du féminisme de Grace Hebard à travers ses différentes activités. Pourtant, elle aurait établi son statut de suffragette après avoir demandé à la convention constitutionnelle du Wyoming d'adopter une clause de suffrage avant que le Wyoming entre dans l'Union le 10 juillet 1890. En outre, elle participe à la National American Woman Suffrage Association et devient membre de la Suffrage Emergency Brigad. Ce dernier groupe a fait pression sur le gouverneur du Connecticut, afin qu'il devienne le 36e État à ratifier le 19e amendement. En 1920, elle se joint aux suffragettes célébrant le passage du 19e amendement à Chicago.   
L'association de Grace Hebard avec la leader suffragette Carrie Chapman Catt a permis à l'historienne de réaliser un «coup d'état académique» en 1921. De coalition avec la professeure June Downey, elle réussit à convaincre les membres du corps professoral d'attribuer le premier diplôme d'honneur de l'Université du Wyoming à Carrie Chapman Catt.

## Les dernières années
Grace Hebard se retire de l'enseignement en 1931. Pourtant, elle continue de collecter du matériel historique dans sa maison de Laramie, connue par les étudiants et collègues historiens comme "The Doctors Inn", construite avec son amie  Agnes Wergeland, décédée en 1914. La sœur de Grace, Alice Marvin Hebard, y vécut également jusqu'à sa mort en 1928. Elle décède en octobre 1936 à l'âge de 75 ans. L'influence de ses travaux et engagements peut en partie être mesurée par le nombre de participants à ses funérailles, ainsi qu'au nombre de contributeurs participant au programme In Memoriam, un essai de 50 pages publié par ses collègues.
En outre, elle a été reconnue comme la première femme admise à l'Association du Barreau d'État du Wyoming, autorisée à exercer devant la Cour suprême du Wyoming. Ses pairs ont également mis en avant son implication dans diverses affaires civiques et publiques, comme le soutien des troupes américaines lors de la Première Guerre mondiale, avec la plantation des jardins de la Victoire. De plus, elle a mené avec succès le passage d'une loi sur le travail des enfants au Wyoming, en 1923.
Les jeunes, en particulier les étudiants de l'Université du Wyoming, ont joué un rôle spécial dans la carrière de Grace Hebard, comme l'ont noté les témoignages de ses collègues et amis. L'édito du 12 octobre 1936 dans le journal étudiant, Branding Iron, témoigne de cette admiration : "Au décès du Docteur Grace Raymond Hebard, les étudiants de l'Université ont perdu un ami.".
Hebard a renforcé son héritage avec les étudiants en finançant un certain nombre de bourses, telles la bourse d'histoire d'Agnes Mathilde Wergeland, The Alice Marven Hebard Memorial Fund ou le Hebard Map Scholarship Fund.
Grace Hebard est enterrée au cimetière de Greenhill à Laramie, auprès de sa sœur Alice et de son amie Agnes Wergeland. Une plaque commémorant le travail de l'historienne est installée à Independence Rock, sur l'une des pistes de l'Oregon Trail, dans le centre stérile du Wyoming, à environ 50 milles au sud-ouest de Casper.